# Kebri Beyah
Cet article concerne la ville. Pour le district environnant, voir Kebri Beyah (woreda).
Kebri Beyah (en somali : Qabribayax) est une ville de l'est de l'Éthiopie située dans la zone Fafan de la région Somali. C'est le site d'un camp de réfugiés de l'UNHCR fondé en 1991.

## Agglomération
Kebri Beyah se situe une cinquantaine de kilomètres au sud-est de la capitale régionale Djidjiga,,.
Son nom peut également s'orthographier Kebribeyah ou Kebribayah.
Recensée en 2007 en tant que chef-lieu du woreda homonyme, elle compte alors 11 481 habitants.
Elle obtient elle-même le statut de woreda au début des années 2020 et forme désormais un district urbain de 29 km2 de superficie enclavé dans le woreda Kebri Beyah,.

## Camp de réfugiés
Ouvert en 1991, le camp de réfugiés de Kebribeyah héberge encore de l'ordre de 13 000 personnes en novembre 2020.